# Culture de Glasinac
La culture de Glasinac est l'une des cultures archéologiques les plus marquantes des âge du bronze et du fer dans les Balkans centraux et occidentaux. Son nom vient du plateau de Glasinac, situé à l'est de la Bosnie-Herzégovine, près de Sarajevo, où de nombreuses découvertes archéologiques ont été faites. Cette culture s'est étendue dans l'est de la Bosnie, le sud-ouest de la Serbie, le nord du Monténégro, le Kosovo et une grande partie de l'Albanie actuelle, où elle est connue sous le nom de Glasinac-Mati. Elle se distingue par ses tumulus funéraires, souvent regroupés autour de collines fortifiées, avec des restes de murs en pierre sèche formant des nécropoles. Les porteurs de cette culture sont généralement associés aux Illyriens.

## Site
Les recherches sur le plateau de Glasinac, à l'est de Sarajevo, ont débuté en 1880, après la découverte d'un tumulus funéraire datant de l'âge du fer. Ce plateau, ainsi que ses environs, abrite des milliers de tumulus et une centaine de collines fortifiées. Entre 1888 et 1897, 1 234 tumulus ont été fouillés, dont environ 1 000 contenaient entre 3 000 et 5 000 objets funéraires ou artefacts. Depuis la fin du XIXe siècle, le Musée national de Bosnie-Herzégovine a organisé plusieurs campagnes de fouilles. Les premiers catalogues des découvertes ont été réalisés en 1956-1957 par les archéologues Alojz Benac et Borivoj Čović. En 1981, un catalogue révisé a porté à 352 nombre total de tombes analysées, représentant 7 à 12 % des fouilles effectuées dans la région de Glasinac. C'est un archéologue amateur, lors de la construction d'une route vers Rogatica, qui a ouvert les premiers tumulus sur le plateau (localité Glasinačko polje-Bjelosavljevići). Dans l'un de ces tumulus, près de la rivière Rešetnica, il a découvert le célèbre culte en bronze de Glasinac : une charrette "tirée" par deux oiseaux. Ce chariot, conservé dans un musée de Vienne, est désormais reconnu dans le monde entier et figure dans de nombreux manuels scolaires et ouvrages de référence.

## Chronologie de la culture Glasinac
Durant la période énéolithique, les Balkans ont subi des migrations, en particulier au début de l'âge du cuivre. Il y eut un mélange de la population néolithique indigène (culture de Vinča) et des nouveaux arrivants, issus des cultures Kostolačka et Vučedol.
Grâce à l'ethnogenèse de ces communautés, des groupes ethniques distincts se sont formés à l'âge du fer. Parmi eux, les Autariates, dont le développement continu a conduit à la création de la culture de Glasinac. Ce groupe se distingue comme une entité culturelle spécifique à chaque phase de son évolution. La première chronologie des sites de Glasinac a été élaborée par les archéologues Alojz Benac et Borivoj Čović, puis partiellement enrichie par Salmedin Mesihović, en se basant sur des découvertes historiques et des objets provenant de tombes.
La chronologie des phases de cette culture est divisée ainsi :
- Glasinac I : Âge du bronze ancien (1800 - 1500 av. J.-C.)
- Glasinac II : Âge du bronze moyen (1450 - 1300 av. J.-C.)
- Glasinac III : Âge du bronze tardif (1300 - 800 av. J.-C.)
- Glasinac IV : Âge du fer/Hallstatt (800 - 500 ans av. J.-C.)
- Glasinac V : Âge du fer tardif (500 - 310 av. J.-C.)

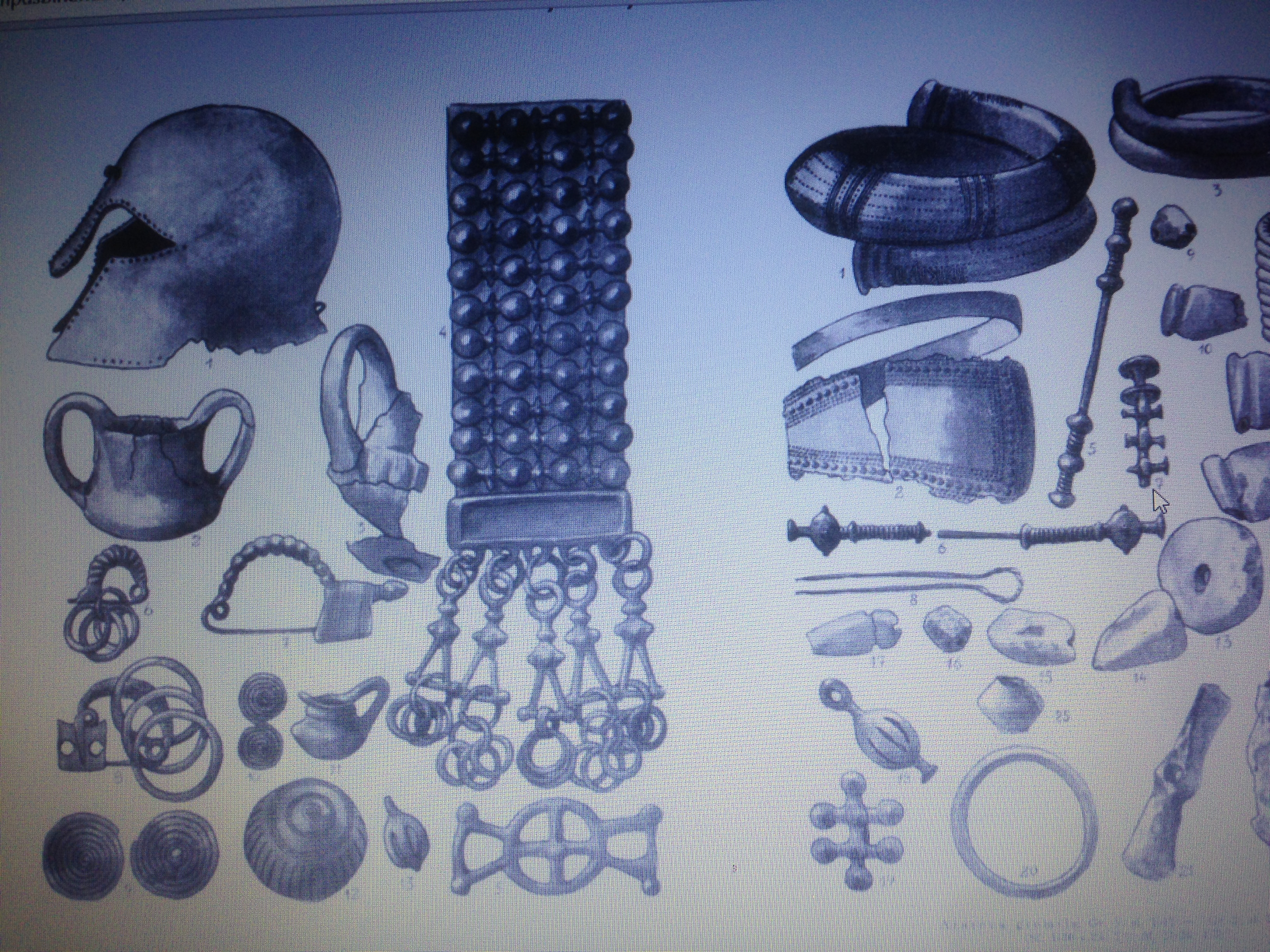
Objets de Glasinac, Âge du Fer

À l'âge du bronze, des communautés plus ou moins modestes apparurent à Glasinac, présentant des similitudes. Deux caractéristiques majeures de cette époque sont les établissements sur collines et les sépultures sous tumulus (certains avec des céramiques de la culture Cetina), avec une prédominance d'inhumations et un faible pourcentage d'incinérations. De nombreux forts furent construits, utilisés jusqu'à l'âge du fer.
Au début de l’âge du fer, à la fin du VIIIe siècle av. J.-C., on observe une intensification du développement culturel, avec l'apparition du groupe de Glasinac dans son véritable sens. À cette période, les tombes richement fournies en armes et bijoux deviennent communes, marquant l'apogée culturel et politique de Glasinac. L'inhumation est prédominante au début, mais à partir de la phase IV, la crémation devient plus courante.
L'apparition de plusieurs tombes « princières », dotées de riches offrandes en armes, bijoux, équipements équestres, céramiques et vases en bronze, remonte au VIe siècle av. J.-C.. La plus célèbre est celle du prince d'Arare, découverte par Ćiro Truhelka en 1890, d'un diamètre de plus de 20 m, contenant des objets remarquables : un casque corinthien, des bijoux, des insignes de chef et les armes d'un serviteur inhumé dans le même tumulus.
Le bronze était principalement utilisé pour les bijoux et pièces vestimentaires, tandis que le fer servait pour les armes offensives et quelques outils.
Aux Ve siècle av. J.-C. et IVe siècle av. J.-C., on observe une baisse d'activité sur le plateau de Glasinac, probablement en lien avec la pénétration des Celtes. Dès la fin du IVe siècle av. J.-C., il n'y a plus de traces de la culture Glasinac, jusqu'à la réémergence de sites influencés par l'hellénisation à la fin de l'âge du fer.

## Interprétation de la Culture

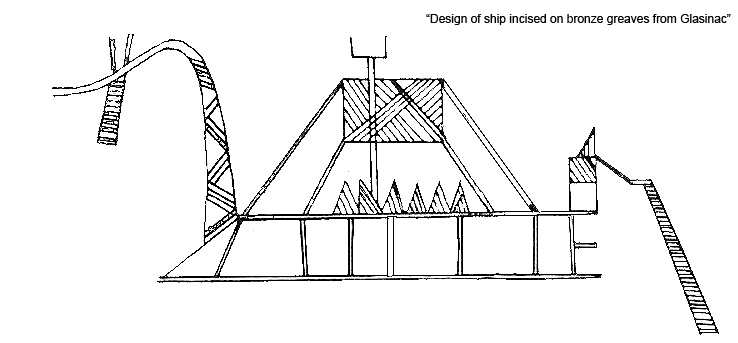
Représentation d'un navire sur une jambière en bronze Glasinac

La culture de Glasinac reflète l'évolution matérielle des communautés locales qui se sont développées dans l'est de la mer Adriatique. Ces groupes ont été désignés sous le nom d'Illyriens dans les sources historiques. Bien que la culture de Glasinac se soit largement répandue, elle ne constitue ni la culture matérielle « définitive » des Illyriens, ni la seule à s'être développée parmi eux. La culture de Glasinac a évolué avec ses propres variantes et est classée comme le groupe central illyrien parmi plusieurs cultures apparentées de l'âge du fer. Au total, six cultures matérielles distinctes ont émergé dans les territoires illyriens, mais il reste difficile de les définir précisément sur le plan archéologique et géographique.
L'analyse de la culture de Glasinac met en évidence son rôle majeur dans le développement des sociétés illyriennes à l'âge du fer. La diversité des objets retrouvés, tels que les armes, les bijoux et les objets du quotidien, témoigne d'une organisation sociale hiérarchisée et de contacts culturels avec d'autres civilisations, notamment grecques et celtiques. Le déclin de cette culture, corrélé à l'arrivée des Celtes, marque une transition vers de nouvelles influences, notamment l'hellénisation, qui modifie en profondeur les structures culturelles de la région.

## Disparition de la culture
On pense que les porteurs de la culture Glasinac étaient la tribu illyrienne des Autariates, qui, jusqu'à vers 335 av. J.-C., achevèrent leur expansion territoriale et leur développement socio-politique, économique et culturel. Il y a d'abord une stabilisation des acquis, suivie d'une longue stagnation. Cet état se manifeste clairement dans les vestiges de la culture matérielle utilisée par les Autariates durant cette période, qui ne montre pas de développement radical, contrairement aux périodes antérieures, où l'esprit autariat faisait preuve d'une grande initiative, mobilité et originalité dans la production matérielle. Parallèlement, on assiste à un afflux croissant de matériel importé, ou bien à une simple reprise des caractéristiques typologiques et des représentations d'autres cultures.
À leur arrivée en Basse Pannonie, les Celtes soumirent les peuples pannoniens (Illyriens du Nord), notamment ceux de la  Slavonie orientale et du Syrmie, avant de se tourner vers les territoires situés au-delà des frontières de l'empire macédonien. Les premiers à être attaqués furent les Autariates, récemment vaincus par Alexandre le Grand. Les Celtes pénétrèrent dans les vallées de la Drina, de la Kolubara et de la Morava (Serbie). Des sources écrites affirment que les Autariates furent victimes d'une migration massive vers 310 av. J.-C.. On pense qu'après la migration des Autariates en Dardanie, un vide s'est créé, qui dura jusqu'à l'époque romaine. Par la suite, les Daesitiates s'installèrent dans la région de Glasinac, principalement dans les paroisses. Contrairement à la culture Glasinac, dont les porteurs étaient les Autariates, son développement se poursuivit dans le sud. Dès le début du IVe siècle av. J.-C., les Illyriens locaux (Taulantiens, Labéates, Daorsi, Ardiaei) furent impliqués dans les événements gréco-macédoniens et tombèrent progressivement sous l'influence croissante de l'hellénisation.